# The Amityville Asylum
The Amityville Asylum is een Britse horrorfilm uit 2013, geschreven en geregisseerd door Andrew Jones. Het is de elfde film die is geïnspireerd door de roman The Amityville Horror uit 1977 van Jay Anson.

## Verhaal
Lisa Templeton begint een nieuwe baan als schoonmaakster bij High Hopes Hospital, een psychiatrische inrichting in Amityville, Long Island (New York). Aanvankelijk betoverd door de baan, realiseert Lisa zich dat niet alles is wat het lijkt. Geïntimideerd door het personeel en het psychotische geklets van de patiënten, wordt ze verder verbijsterd door de schijnbare bovennatuurlijke gebeurtenissen tijdens de nachtploeg. Om haar gezond verstand te behouden, moet Lisa de mysterieuze geschiedenis van de instelling en haar gevangenen blootleggen. Maar de waarheid is veel angstaanjagender dan ze ooit had kunnen vermoeden.

## Rolverdeling
| Acteur               | Personage            |
| -------------------- | -------------------- |
| Sophia Del Pizzo     | Lisa Templeton       |
| Lee Bane             | Delaney              |
| Jared Morgan         | Dokter Elliot Mixter |
| Eileen Daly          | Sadie Krenwinkel     |
| Paul Kelleher        | Hardcastle           |
| Kenton Hall          | Puimbeton            |
| Sarah Louise Madison | Allison DeFeo        |
| Alan Humphreys       | Jerry Kimble         |

## Release
De film ging in première op 3 juni 2013 in het Verenigd Koninkrijk in een beperkt aantal bioscopen en verscheen hetzelfde jaar op dvd.